# Vicente Uribe
Vicente Uribe Galdeano (Sestao, 30 de diciembre de 1902 – Praga, 11 de julio de 1961) fue un político español, dirigente del Partido Comunista de España (PCE) y Ministro de Agricultura durante la Guerra Civil. Obrero metalúrgico de profesión, llegó a ser miembro del Comité Central del PCE. Tras el final de la Guerra civil hubo de marchar al exilio, instalándose primero en México y posteriormente en Francia y Checoslovaquia. En 1956, durante las luchas de poder que siguieron a la muerte de Stalin, Uribe fue apartado de su puesto en el partido.

## Biografía

### Primeros años
Vicente Uribe nació en Sestao en 1897. 
Obrero metalúrgico, en 1923 se unió al entonces minúsculo Partido Comunista de España (PCE). Cuatro años después ya era miembro de la ejecutiva del partido. En 1932 el PCE llevó a cabo una profunda reestructuración en la organización y estructura internas. Esto coincidió con el cambio de estrategia que adoptó la Komintern, que abandonó la táctica del "Gobierno de Campesinos y Obreros" y adoptó la nueva estrategia de "Defensa de la República". Uribe se encontró entre los nuevos líderes que sucedieron a la antigua dirección del partido, encabezada por el Secretario general José Bullejos. Entre los otros líderes de la nueva generación se encontraban José Díaz, Antonio Mije, Juan Astigarrabía y Jesús Hernández Tomás.
En 1936 fue el representante comunista en la elaboración del manifiesto del Frente Popular de cara a las elecciones del 16 de febrero de ese año, en las que sería elegido diputado por la circunscripción de Jaén.

### Guerra civil
Tras el estallido de la guerra civil española, el 5 de septiembre fue nombrado Ministro de Agricultura en el gobierno presidido por el socialista Francisco Largo Caballero.
Por razones tácticas, los comunistas apoyaron a los pequeños comerciantes y agricultores. En septiembre de 1936 Uribe declaró:

«La actual política de violencia contra los campesinos tiene dos peligros. El primero es que podría alejar a estos de nuestro lado, del lado antifascista. El otro es todavía más peligroso: pondrá en peligro el futuro suministro de alimentos de España...no puede tolerarse que mientras en el frente los soldados están dando sus vidas y su sangre por la causa común, haya personas que, lejos del frente, usen los rifles que pertenecen al pueblo para imponer por la fuerza ideas que la gente no acepta.

»Pero yo os digo, campesinos; yo os digo, trabajadores del campo, que a pesar de los abusos que algunas personas están cometiendo, a pesar de las barbaridades que están perpetrando, vuestra obligación es trabajar la tierra y extraer el máximo de ella, porque estáis protegidos por el gobierno, por los partidos y por las organizaciones, y porque tenéis al Partido Comunista de vuestro lado... Incluso a pesar de la violencia que está siendo empleada, es vuestro deber como patriotas, vuestro deber como republicanos, y vuestro deber como antifascistas es invocar al gobierno, invocar a los comunistas, y podéis estar seguros de que, con el fin de que podáis cultivar la tierra en paz, vamos a estar a vuestro lado armados con fusiles.»

El 7 de octubre de 1936 Uribe firmó un decreto por el cual el estado se incautaba de todas aquellas propiedades rurales pertenecientes a cualquiera que hubiera estado implicado en la sublevación militar de julio, sin compensación para los afectados. Las fincas serían entregadas a organizaciones de campesinos y trabajadores agrícolas, quienes podrían decidir qué cultivar y si lo harían colectivamente o de forma individual. A los pequeños agricultores con fincas arrendadas por debajo de un cierto tamaño se les dio el uso perpetuo de su tierra. El órgano oficial del PCE, Mundo Obrero, comentó al respecto: «Este decreto rompe el fundamento del poder semifeudal de los grandes propietarios que, a fin de mantener sus brutales privilegios de casta y perpetuar los salarios de dos pesetas diarias y las jornadas laborales de sol a sol, han desatado la sangrienta guerra que asola España». El decreto de Uribe, que fue considerado como un hecho revolucionario, simplemente reconocía los cambios que de facto se habían venido produciendo desde el comienzo de la contienda.
La anarquista CNT y la socialista FNTT se mostraron abiertamente contrarios al decreto, especialmente por la protección que hacía de los derechos de los pequeños propietarios. De hecho, a lo largo de la guerra Uribe se negó a dar las colectividades agrícolas un estatus legal permanente. En la primavera de 1937 el PCE empezó a apoyar la devolución de las tierras colectivizadas a aquellos pequeños propietarios que no habían apoyado la sublevación militar, así como a los agricultores y aparceros arrendatarios, que a menudo tenían puntos de vista derechistas.
Un decreto del 9 de noviembre de 1936 estableció el Consejo Superior de Guerra, compuesto por los socialistas Largo Caballero (Guerra), Indalecio Prieto (Aire y Marina) y Julio Álvarez del Vayo (Estado), el comunista Uribe (Agricultura), el republicano Julio Just Gimeno (Obras Públicas) y el anarquista Juan García Oliver (Justicia).
El jefe del gobierno, Largo Caballero, cada vez empezó a verse más aislado dentro del gabinete, y en febrero de 1937 exigió a sus ministros que confirmaran públicamente su apoyo al jefe del gobierno, especialmente los ministros comunistas Uribe y Jesús Hernández Tomás. El 8 de marzo de 1937 los italianos comenzaron una nueva ofensiva en el sector Guadalajara, la cual inicialmente logró sobrepasar toda la resistencia republicana. Uribe y Hernández exigieron la destitución del jefe del Estado Mayor Central, el general Toribio Martínez Cabrera. Tras su destitución y sustitución por el teniente coronel Vicente Rojo Lluch, la ofensiva italiana fue rechazada.
En abril de 1937 Franco lanzó una importante ofensiva en el norte de España, contando con el crucial apoyo militar de alemanes e italianos. El Consejo Superior de Guerra nombró a Uribe para estudiar esta nueva situación. Uribe estuvo acompañado por un asesor, el general soviético Vladimir Gorev.

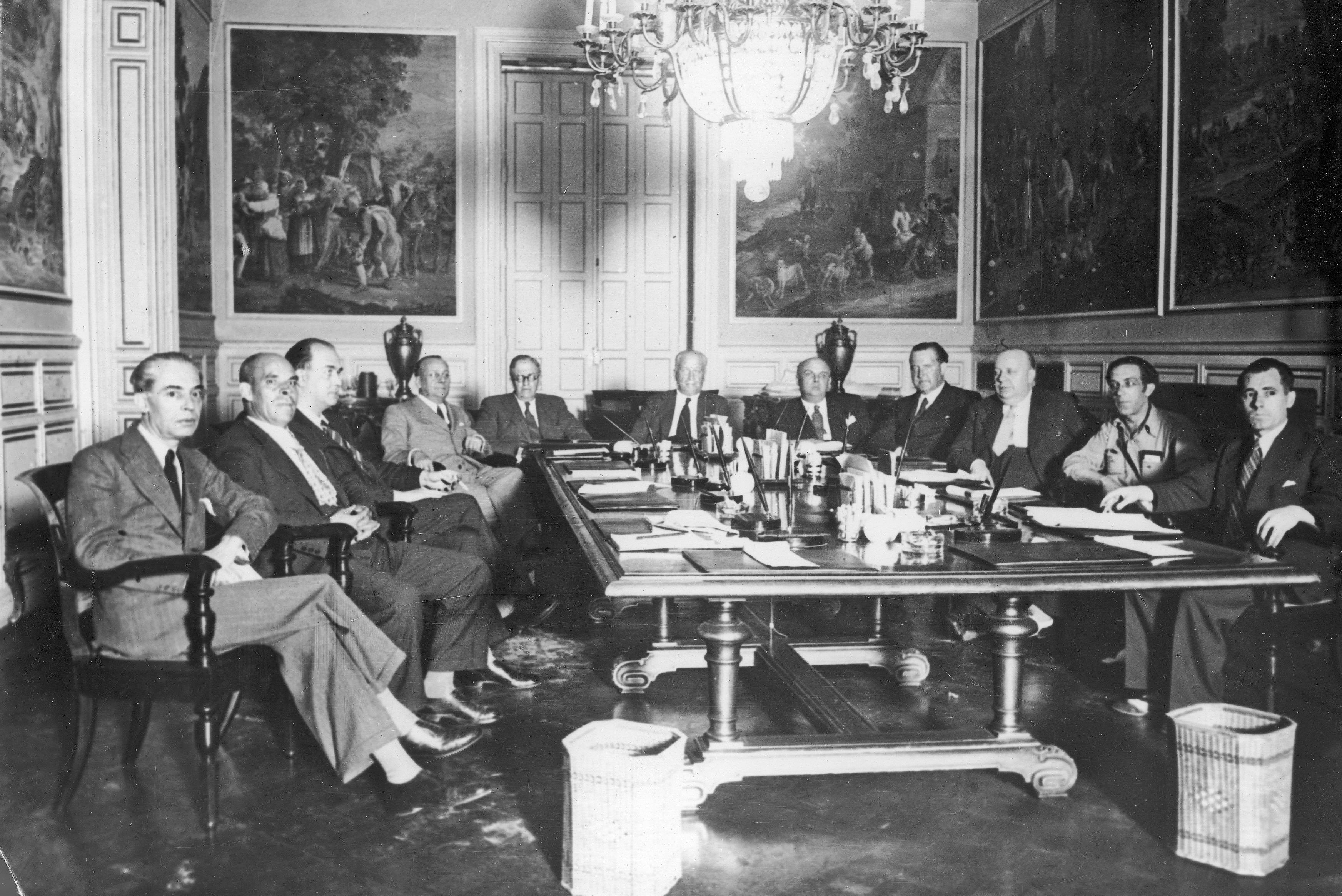
Primer gobierno Largo Caballero. Vicente Uribe es el primero desde la derecha.

Tras los sucesos de mayo en Barcelona, el 14 de mayo de 1937 Uribe y Hernández encabezaron el sector que se oponía a la presencia de Largo Caballero en el gobierno y finalmente provocaron su caída. Durante la discusión que se produjo, los comunistas culparon de los disturbios a la anarquista CNT-FAI y a los trotskistas del POUM. Uribe y Hernández exigieron que el POUM fuera prohibido y sus líderes arrestados como "fascistas". Largo Caballero se negó a dar ese paso, pero se encontró con que la mayoría de los ministros se levantaron de la mesa y abandonaron el gabinete. El presidente Manuel Azaña aceptó la dimisión de Largo Caballero y el 17 de mayo nombró a Juan Negrín como nuevo jefe de gobierno.
El gobierno Negrín estuvo compuesto por los socialistas Indalecio Prieto (Guerra, Marina y aire) y Julián Zugazagoitia (Gobernación), los comunistas Hernández (Educación) y Uribe (Agricultura), los republicanos José Giral (Estado) y Bernardo Giner de los Ríos (Obras Públicas), el nacionalista vasco Manuel de Irujo (Justicia) y el nacionalista catalán Jaime Ayguadé Miró (Trabajo).
El Consejo Superior de Guerra fue reorganizado y pasó a estar integrado por Negrín, Giral, Uribe y Prieto.
En abril de 1938, tras formación del segundo gabinete Negrín, Uribe quedó como el único representante comunista en el gobierno.
Uribe continuó siendo Ministro de Agricultura hasta el final de la contienda, en marzo de 1939.

### Exilio mexicano
Tras la derrota republicana en el conflicto se exilió en México, formando parte del Secretariado del PCE instalado en ese país. Uribe sería el máximo dirigente del Partido en el exilio americano durante la Segunda Guerra Mundial, nombrando a Santiago Carrillo responsable de las tareas organizativas. Tras la expulsión de Jesús Hernández del Partido en 1944 pasó a ser el número dos del PCE. 

### Regreso a Europa
Abandonó México para trasladarse a París en mayo de 1946, junto a Antonio Mije, para encargarse de la dirección del Partido en Francia. En 1950 el Gobierno francés, a través de su ministro del Interior, el socialista Jules Moch, ilegaliza al PCE, procediendo a una oleada de arrestos y registros. Uribe se marcha a Praga junto a Enrique Líster y Mije. En 1954, en el V Congreso, elabora el Informe sobre el Programa del Partido, comenzando desde entonces un enfrentamiento entre los jóvenes encabezados por Carrillo y Fernando Claudín y los veteranos encabezados por Uribe y Dolores Ibárruri.
En febrero de 1956 asistió al XX Congreso del PCUS, tras el cual se frena la crisis en el Pleno del Buró Político celebrado ese año en Bucarest mediante el pacto entre Pasionaria y Carrillo, el cual conlleva la caída de Uribe, acusado de culto a la personalidad en pleno proceso de desestalinización. Totalmente apartado de la dirección del PCE, se retiró de la política y falleció en 1961 en Praga.

## Familia
Contrajo matrimonio con Teresa García, con la cual tuvo cinco hijos.

## Escritos
- Vicente Uribe (1937). Nadie está autorizado para saquear campos y pueblos Ministerio de Agricultura. Introducción por Enrique Castro Delgado. Valencia: Pascual Quiles. p. 60.
- Vicente Uribe (1936). A los campesinos de España, conferencia pronunciada en Algemesí el 29 de noviembre de 1936. Valencia: Ediciones del Partido Comunista de España. p. 16.
- Vicente Uribe (1937). Nuestros hermanos, los campesinos. Conferencia pronunciada en el Teatro Apolo, de Valencia, el día 21 de enero de 1937, por Vicente Uribe, Ministro de Agricultura, Partido Comunista de España, [S.l.] p. 14.
- Vicente Uribe (1937). Los campesinos y la República, conferencia pronunciada el día 22 de enero en el Teatro Apolo de Valencia, Partido Comunista,. Valencia: Gráficas Turia. p. 23.
- Vicente Uribe (1937). Nuestra labor en el campo: discurso pronunciado en el Pleno del C. C. ampliado del Partido Comunista de España, celebrado en Valencia los días 5, 6, 7 y 8 de marzo de 1937. Ediciones del Partido Comunista de España, Comisión Nacional de Agit Prop, [s.l.] p. 30.
- Vicente Uribe (1937). La revolución en el campo: legislación agrícola. Valencia: Comisión Provincial de Agit. Prop. del Partido Comunista. p. 31.
- Vicente Uribe (1937). La política agraria del Partido Comunista, conferencia pronunciada el domingo 4 de julio de 1937 en el cine Olympia de Valencia, por Vicente Uribe, Ministro de Agricultura, Partido Comunista de España. Barcelona. p. 30.
- Vicente Uribe (1937). Gobernar de cara al pueblo: discursos pronunciados desde el micrófono de Unión Radio y en el Teatro Calderón de Madrid. Partido Comunista, Radio Norte. p. 28.
- Vicente Uribe (1937). Qué hacer en la nueva situación para ganar la guerra. Informe de Vicente Uribe en la Asamblea Nacional del Partido Comunista, resumen de Jesús Hernández. Madrid, Barcelona: Partido Comunista de España. p. 32.
- Vicente Uribe (1938). El problema de las nacionalidades en España a luz de la guerra popular por la independencia de la República Española. Valencia: Ediciones del Partido Comunista de España. p. 23.
- Vicente Uribe (1938). Producir más y entregar al gobierno el excedente es condición de la victoria. Conferencia pronunciada en el Teatro Circo de Albacete el día 30 de octubre de 1938. Valencia: Instituto de Reforma Agraria. p. 16.
- Vicente Uribe. Discurso... en el cine Monumental. Valencia: Prensa Obrera. p. 28.
- Vicente Uribe (1940). Los intereses del pueblo español están en la paz (conferencia pronunciada en México el día 11 de mayo de 1940). México: Editorial Popular. p. 33.
- Vicente Uribe. España, república de trabajadores, Campaña pro-reivindicación de la república, Acción Republicana Democrática Española. México. p. 11.
- Vicente Uribe (1945). Qué es y qué representa la unión nacional de los Españoles. México.
- Vicente Uribe (1949). Yankee imperialism in Spain,. New York: New Century Publishers. p. 32.
- Vicente Uribe (1954). Informe sobre: «Programa del Partido», V Congreso del Partido Comunista de España. Praga. p. 42.

### Pie de página
1. ↑  Alexander, 1999, p. 108.
2. ↑  Pascual, 1986, p. 388.
3. ↑  Bolloten, 1991, p. 85.
4. 1 2  Bolloten, 1991, p. 236.
5. ↑  Peirats, 2011, p. viii.
6. ↑  Peirats, 2011, p. 385.
7. ↑  Bolloten, 1991, p. 243.
8. ↑  Bolloten, 1991, p. 522.
9. ↑  Bolloten, 1991, p. 324.
10. ↑  Graham, 1991, p. 91.
11. ↑  Bolloten, 1991, p. 366.
12. ↑  Bolloten, 1991, p. 375.
13. 1 2  Peirats y Ealham, 2005, p. 151.
14. ↑  Bookchin, 2005, p. 253.
15. ↑  Beevor, 2006, p. 271.
16. ↑  Thomas, 2003, p. 651.
17. ↑  Bolloten, 1991, p. 542.
18. ↑  Bolloten, 1991, p. 585.